# Distrikt Amolatar
Amolatar ist ein Distrikt in Norduganda. Die Hauptstadt des Distrikts ist Amolatar.

## Lage
Der Distrikt Amolatar grenzt im Norden an den Distrikt Apac, im Nordosten an den Distrikt Dokolo, im Osten an den Distrikt Kaberamaido, im Südosten an den Distrikt Buyende, im Süden an den Distrikt Kappung und im Westen an den 
Distrikt Nakasongola.

## Geschichte
Der Distrikt entstand 2005 aus Teilen des Distrikt Lira.

## Demografie
Die Bevölkerungszahl wird für 2020 auf 170.100 geschätzt. Davon lebten im selben Jahr 14,6 Prozent in städtischen Regionen und 85,4 Prozent in ländlichen Regionen.
| Zensusjahr | Einwohnerzahl |
| ---------- | ------------- |
| 1991       | 68.473        |
| 2002       | 96.189        |
| 2014       | 147.166       |

## Wirtschaft
Die Landwirtschaft mit Schwerpunkt auf Nahrungspflanzen ist das Rückgrat der lokalen Wirtschaft.